# رشيد والاس
رشيد عبدول والاس (بالإنجليزية: Rasheed Wallace)‏ ولد في 17 سبتمبر 1974م وهو لاعب كرة سلة مسلم أمريكي، وهو حالياً مدرب مساعد في فريق ديترويت بيستونز في الاتحاد الوطني لكره السلة. يبلغ طوله 212 سم، ووزنه 104 كج، اعتزل عام 2010 بعد أن خاض النهائي مع فريقه بوسطن سلتكس ضد لوس انجلوس لايكرز والتي انتصر فيها لوس انجلوس 4-3ز

## روابط خارجية
- رشيد والاس على موقع إن بي أي (الإنجليزية)
- رشيد والاس على موقع سبورتس رفرنس (الإنجليزية)
- رشيد والاس على موقع كرة السلة الأوروبية.كوم (الإنجليزية)
- رشيد والاس على موقع كلية كرة السلة في سبورتس رفرنس.كوم (الإنجليزية)
- رشيد والاس على موقع ريلجم (الإنجليزية)
- رشيد والاس على موقع بروبوليرز (الإنجليزية)
- رشيد والاس على موقع سبورتس رفرنس (الإنجليزية)